# 豊田誠佑
豊田 誠佑（とよだ せいすけ、1956年4月23日 - ）は、東京都練馬区出身の元プロ野球選手（外野手、内野手）、プロ野球コーチ。右投右打。1988年から1997年までの登録名は豊田 成佑（読み方同じ）。

## 来歴・人物
日大三高では、右翼手として1974年春の選抜に出場。向陽高を破り2回戦に進むが、銚子商業高の土屋正勝に抑えられ敗退。この大会の本塁打記録は１本と珍しい大会であったが、その１本は豊田が土屋から打ったランニングホームランであった。
高校卒業後は、明治大学へ進学。東京六大学野球リーグでは3度の優勝を経験。
1977年春季リーグで首位打者を獲得。
1978年春季リーグでは鹿取義隆、高橋三千丈の両エースを擁し、中心打者として優勝に貢献。直後の全日本大学野球選手権大会でも、決勝で中尾孝義らのいた専大を降し優勝を飾る。1977年から2年連続で日米大学野球選手権大会日本代表に選出。リーグ通算62試合出場、203打数63安打、打率.310、5本塁打、26打点。首位打者1回。ベストナイン2回。
同年オフに、ドラフト外で中日ドラゴンズに入団。即戦力の巧打者として期待される。
1980年には7月から右翼手、二番打者として起用され63試合に先発出場。
1981年は三塁手も兼ね、規定打席には届かなかったが打率.292の好記録を残す。
1982年、故障がもとで1年先輩の平野謙にレギュラーを奪われることとなり、その後の活路を右の代打・守備要員に見出す。同年の西武との日本シリーズでは4試合に出場、日本一は逃すものの、第4戦では9回表に適時打を放ち勝利に貢献した。
1987年は9月下旬から一番打者として起用され、打率.315と活躍。
1988年は不調が続き、同年限りで引退。
大学時代から江川卓と相性がよく、江川キラーとして名を馳せた。1982年9月28日、9回裏2-6から全盛期の江川を打ち崩した奇跡の同点劇は、豊田のレフト前ヒットから始まったとされている（同年の中日リーグ優勝のターニングポイントとする意見も多い）。
現役引退後は大学先輩の星野仙一監督の下でコーチとなり、関東・北信越地区担当のスカウトを務め、2008年シーズン終了時より堂上照に代わりナゴヤ球場に隣接する選手寮「昇竜館」の館長に就任。2014年シーズン終了後退任した。その後は、名古屋で居酒屋を営む。
実弟の豊田和泰（外野手、日大三高～明大～日本鋼管）は明大4年時の1980年春に首位打者を獲得しており、東京六大学初の兄弟首位打者として話題となった。

## 詳細情報

### 年度別打撃成績
| 年 度     | 球 団     | 試 合 | 打 席 | 打 数 | 得 点 | 安 打 | 二 塁 打 | 三 塁 打 | 本 塁 打 | 塁 打 | 打 点 | 盗 塁 | 盗 塁 死 | 犠 打 | 犠 飛 | 四 球 | 敬 遠 | 死 球 | 三 振 | 併 殺 打 | 打 率 | 出 塁 率 | 長 打 率 | O P S |
| --------- | --------- | ----- | ----- | ----- | ----- | ----- | -------- | -------- | -------- | ----- | ----- | ----- | -------- | ----- | ----- | ----- | ----- | ----- | ----- | -------- | ----- | -------- | -------- | ----- |
| 1980      | 中日      | 102   | 276   | 242   | 33    | 61    | 7        | 2        | 3        | 81    | 18    | 6     | 4        | 13    | 1     | 14    | 1     | 6     | 50    | 3        | .252  | .309     | .335     | .644  |
| 1981      | 中日      | 114   | 352   | 315   | 39    | 92    | 19       | 2        | 4        | 127   | 29    | 9     | 2        | 8     | 3     | 23    | 0     | 3     | 43    | 7        | .292  | .346     | .403     | .749  |
| 1982      | 中日      | 103   | 98    | 88    | 12    | 12    | 2        | 0        | 0        | 14    | 3     | 1     | 1        | 3     | 0     | 7     | 1     | 0     | 16    | 2        | .136  | .200     | .159     | .359  |
| 1983      | 中日      | 34    | 23    | 20    | 0     | 1     | 0        | 0        | 0        | 1     | 0     | 0     | 0        | 0     | 0     | 2     | 1     | 1     | 4     | 1        | .050  | .174     | .050     | .224  |
| 1984      | 中日      | 104   | 77    | 72    | 17    | 17    | 0        | 0        | 4        | 29    | 9     | 1     | 1        | 2     | 0     | 3     | 0     | 0     | 16    | 2        | .236  | .267     | .403     | .669  |
| 1985      | 中日      | 52    | 49    | 36    | 5     | 4     | 0        | 0        | 0        | 4     | 5     | 0     | 0        | 4     | 0     | 8     | 0     | 1     | 10    | 1        | .111  | .289     | .111     | .400  |
| 1986      | 中日      | 62    | 52    | 45    | 5     | 9     | 1        | 0        | 1        | 13    | 5     | 0     | 0        | 1     | 0     | 6     | 0     | 0     | 15    | 2        | .200  | .294     | .289     | .583  |
| 1987      | 中日      | 107   | 139   | 124   | 19    | 39    | 8        | 0        | 1        | 50    | 8     | 4     | 1        | 3     | 2     | 10    | 0     | 0     | 15    | 2        | .315  | .360     | .403     | .764  |
| 1988      | 中日      | 88    | 102   | 84    | 4     | 16    | 4        | 1        | 0        | 22    | 7     | 3     | 2        | 7     | 1     | 9     | 1     | 1     | 23    | 0        | .190  | .274     | .262     | .536  |
| 通算：9年 | 通算：9年 | 766   | 1168  | 1026  | 134   | 251   | 41       | 5        | 13       | 341   | 84    | 24    | 11       | 41    | 7     | 82    | 4     | 12    | 192   | 20       | .245  | .306     | .332     | .638  |

### 記録
- 初出場：1980年4月19日、対横浜大洋ホエールズ2回戦（ナゴヤ球場）、5回裏に三枝規悦の代打として出場
- 初安打：1980年4月22日、対広島東洋カープ1回戦（広島市民球場）、9回表に田野倉正樹の代打として出場、池谷公二郎から
- 初先発出場：1980年4月23日、対広島東洋カープ2回戦（広島市民球場）、2番・右翼手として先発出場
- 初打点：1980年6月10日、対阪神タイガース8回戦（富山県営球場）、7回裏に星野仙一の代打として出場、山本和行から同点適時打
- 初本塁打：1980年6月19日、対広島東洋カープ12回戦（ナゴヤ球場）、8回裏に江夏豊からソロ

### 背番号
- 25（1979年 - 1988年）
- 75（1989年 - 1991年）
- 88（1992年）
- 98（1993年 - 1994年）
- 97（1995年）
- 73（1996年 - 1997年）
- 81（2003年）

### 登録名
- 豊田 誠佑 （とよだ せいすけ、1979年 - 1987年、2003年）
- 豊田 成佑 （とよだ せいすけ、1988年 - 1997年）